# 173
173（一百七十三）是172與174之間的自然數。

## 数学领域
- 第40個質數。前一個為167、下一個為179。
  - 艾森斯坦素数。
  - 平衡質數（Balanced prime）。
  - 索菲熱爾曼質數。
  - 此數字雖然是自然質數，但不是高斯質數。前一個有此性質的自然質數是157、下一個是181。（OEIS數列A002313）

其第一象限之高斯質數的整数分解為{\displaystyle \left(13+2i\right)\times \left(13-2i\right)}。
- 第80個十进制的等數位數。前一個為169、下一個為175。
- 二個平方數的和：22+132。
- 三個連續質數的和：53 + 59 + 61。
- 173是循環單位111......111（連續43個1，其中43是質數）的最小的質因數。[1]

## 其他領域
- 中国的国内立接制长途半自动挂号台。主叫用户拨打173，向长途台报出所要局名、接话人电话号码及接话人姓名后，不必挂机，由话务员立即拨叫受话单位，找到受话人既可以通话。这种长途电话被称为“立接制”。1980年代初期开始在中国一、二线大城市出现。但逐渐被自动长途电话业务取代。
- 香港於1990年代的資訊服務電話(以色情電話居多，亦有少量屬收費遊戲電話)，多以173開首，因此「173」在當時的香港成為色情電話的代名詞。這些電話收費多是每6秒鐘港幣6角(後來調整為每6秒鐘港幣1元)。